# Phyllachora sylvatica
Phyllachora sylvatica är en svampart. Phyllachora sylvatica ingår i släktet Phyllachora och familjen Phyllachoraceae.  Arten är reproducerande i Sverige.

## Underarter
Arten delas in i följande underarter:
- brasiliensis
- sylvatica